# Pezige Peekah
Pezige Peekah is een kort stripverhaal uit de reeks van Suske en Wiske. Het werd geschreven en getekend door Marc Verhaegen.
Het verhaal is gepubliceerd in onder meer Haagsche Courant van 27 februari 1992 tot en met 21 april 1992. Het verscheen voor het eerst in albumvorm in het Familiestripboek van juni 1992. Het is nooit uitgebracht in de reguliere Vierkleurenreeks.

## Locaties
- Noord-Amerika met Pumpville (Texas), gebied vlak bij Rio Grande, Ghost Town, Mexico

## Personages
- Suske, Wiske, tante Sidonia, Lambik, Jerom, Cloudy Joe, Sunny Jim, Pezige Peekah (Navajo, souvenirverkoper), Ol 'Trigger en Mac Cnall (geesten), Eugene Nickel (bankdirecteur van de "National Texas Bank" in Longfellow), Theo Harrison (vader van Pezige Peekah), walk-pen, Bacillus Rossii

## Het verhaal
Lambik heeft een "walk-pen" besteld, een speciaal soort pen waarmee iemand behalve schrijven en tekenen ook bijvoorbeld kan wandelen, fotograferen, schieten of deuren openen. Hij wacht nu op de postbode die het ding moet afleveren. Jerom traint zijn neusspieren met een hoefijzer en wil niks weten van deze nieuwe technologie. Dan komt opeens een postbode te paard aangereden en hij schiet de tekst "Sunny Jim is cominig" in de lakens die aan de lijn hangen te drogen, voordat hij zijn pakketje naar Lambik gooit. Lambik vertaalt de tekst met zijn nieuwe walk-pen en dan komt Sunny Jim met een soort helikopter aangevlogen. Hij wil de lakens van tante Sidonia wel vergoeden, als Lambik dit probeert te vertalen blijkt de walk-pen de tekst veel te letterlijk te nemen.
Sunny Jim vertelt dat hij regisseur is en aan een western werkt. Hij zoekt stuntmannen en denkt in "Wilbur" de geschikte persoon te hebben gevonden. Lambik vertelt dat hij ervaring heeft in Wild-Westzaken, maar dan ontdekt Wiske door de walk-pen dat Sunny Jim niet Lambik maar Jerom bedoelt. Jerom wil de regisseur wel helpen, maar alleen als zijn vrienden mee mogen. Dan komt Cloudy Joe binnen, de schietende postbode blijkt een ingehuurde stuntman te zijn. Tante Sidonia wil niet mee en jaagt iedereen het huis uit nadat Cloudy Joe in haar huis begint te schieten.
In het vliegtuig op weg naar Amerika leest Lambik de handleiding van zijn walk-pen. De vrienden komen aan in Pumpville en ze horen dat de passagiers van een koets over de grens van Mexico moeten geraken. Jerom moet alle obstakels uit de weg ruimen en hoort dat de camera's overal in de bergen zijn verborgen, zodat het spontaner zal overkomen. Lambik maakt foto's van het dorpje en de vrienden gaan in western-kleding op weg. Al snel worden de vrienden tegengehouden door twee agenten, maar Lambik en Jerom kunnen ze verslaan. Dan ziet Suske dat ze gevolgd worden door een wagentje en hij schiet erop, maar ontdekt dan dat zijn wapen met echte kogels is geladen.
Pezige Peekah schiet ook met echte pijlen en de vrienden vragen zich af of de agenten wel acteurs waren. Als de walk-pen van Lambik de foto's ontwikkeld gaat Jerom op zijn paard terug naar het dorp. Suske en Wiske halen de koffer uit de koets, maar deze loopt dan snel weg. De vrienden worden gevangengenomen door Pezige Peekah. Jerom komt aan in Ghost Town en raakt in gevecht met twee geesten. Ze vertellen dat ze nog altijd genieten van de duels in het stadje, vooral omdat ze niet meer kunnen doodgaan. Jerom belooft niks te vertellen over hun bestaan en mag van het telegraafkantoor en de smidse gebruikmaken. Als Cloudy Joe op zijn paard komt aanrijden in het spookstadje wordt hij met kogels verwelkomd door de geesten.
Als de koffer boven een vuur wordt gehangen door Pezige Peekah kan Wiske de walk-pen uit de borstzak van Lambik trappen. De pen opent de koffer en een man ontsnapt, Pezige Peekah roept zijn heilige Wovoka aan. De man vertelt dat hij Eugene Nickel is en met zijn goudtransport werd overvallen door gangsters. Hij kwam erachter dat de boeven het goud naar Mexico willen vervoeren, om zo uit handen van de Texaanse politie te blijven. De western was hiervoor een dekmantel. Maar dan wordt Eugene neergeschoten door Sunny Jim en Pezige Peekah vertelt dat sinds de aankomst van Columbus meer dan vier miljoen Indianen zijn overleden door ziekte, uithongering en moord.
In 1890 werden bij Wounded Knee in South Dakota (Pine Ridge Reservaat) nog 144 Indianen door de blanken vermoord en Pezige Peekah heeft geen zin meer om de schutter te achtervolgen. Lambik heeft Eugene verzorgd en de vrienden keren met de gewonde terug naar de koets. De vrienden zien Jerom terug en vertellen hem wat er is gebeurd. Pezige Peekah ziet het spoor van Sunny Jim en kan de schurk neerslaan, maar wordt zelf neergeslagen door Cloudy Joe. De schurken binden Pezige Peekah vast en zien dat de vrienden de gehele koets uit elkaar hebben gehaald. De vrienden zien een luchtballon en zetten de achtervolging in.
De schurken vertellen in Mexico dat het goud in de hoefijzers van de paarden zat, en dat niet de luchtballon maar de vrienden het goud over de grens hebben gesmokkeld. Dan bedenkt Suske zich dat hij de functie van de walk-pen om goud op te sporen had moeten gebruiken, als hij op het knopje drukt slaat de walk-pen uit. Jerom blijkt de gouden hoefijzers in zijn jas verborgen te hebben en vertelt dat hij op de luchthaven een krant kocht en al over de goudroof had gelezen. Op een van de foto's van Lambik zag hij hoe Cloudy Joe de hoefijzers van een paard beschilderde en toen hij terugging naar het dorp kon hij nergens camera's in de bergen ontdekken. Jerom bracht de Mexicaanse politie op de hoogte vanuit Ghost Town en verving de gouden hoefijzers door normale.
Pezige Peekah ontvoert Lambik en neemt de gouden hoefijzers mee, maar wordt op zijn paard ingehaald door een Cadillac (uit 1959). Pezige Peekah wordt verslagen door de bestuurder die zich voorstelt als Theo Harrison. Het blijkt de vader van Pezige Peekah te zijn en hij verontschuldigt zich voor zijn zoons gedrag. Theo vertelt dat ze nu legaal in Amerika wonen, dit wordt geregeld door de bureaus van landbeheer en Indianenzaken.
Helaas stierven in Nevada vele Indianen aan leukemie en kanker doordat er kernproeven in het gebied plaatsvinden. Theo vertelt ook nog dat tachtig procent van de uraniumwinning op Indiaans grondgebied plaatsvindt. Eugene belooft te proberen de Harrisons van elektriciteit te voorzien en hij geeft ze een gratis spaarrekening cadeau. De walk-pen heeft een Bacillus Rossii ontmoet en gaat er met hem vandoor.

## Achtergronden bij het verhaal
Het verhaal verwijst onder andere naar het bloedbad van Wounded Knee in 1890, hierbij werden vele indianen afgeslacht.
- Door goudwinning raakte de Black Hills dusdanig verontreinigd, dat er misvormde baby's werden geboren. De Indianen kwamen in opstand bij Wounded Knee in 1973, maar de opstand werd gebroken (de elektriciteit naar het reservaat werd afgesneden). Zie ook Lakota.

## Uitgaven

### Achtergronden bij de uitgaven
In maart 2008 bracht Bruna samen met Pezige Peekah ook het verhaal De Galapagosgassen uit.